# Тыщенко, Иван Акимович

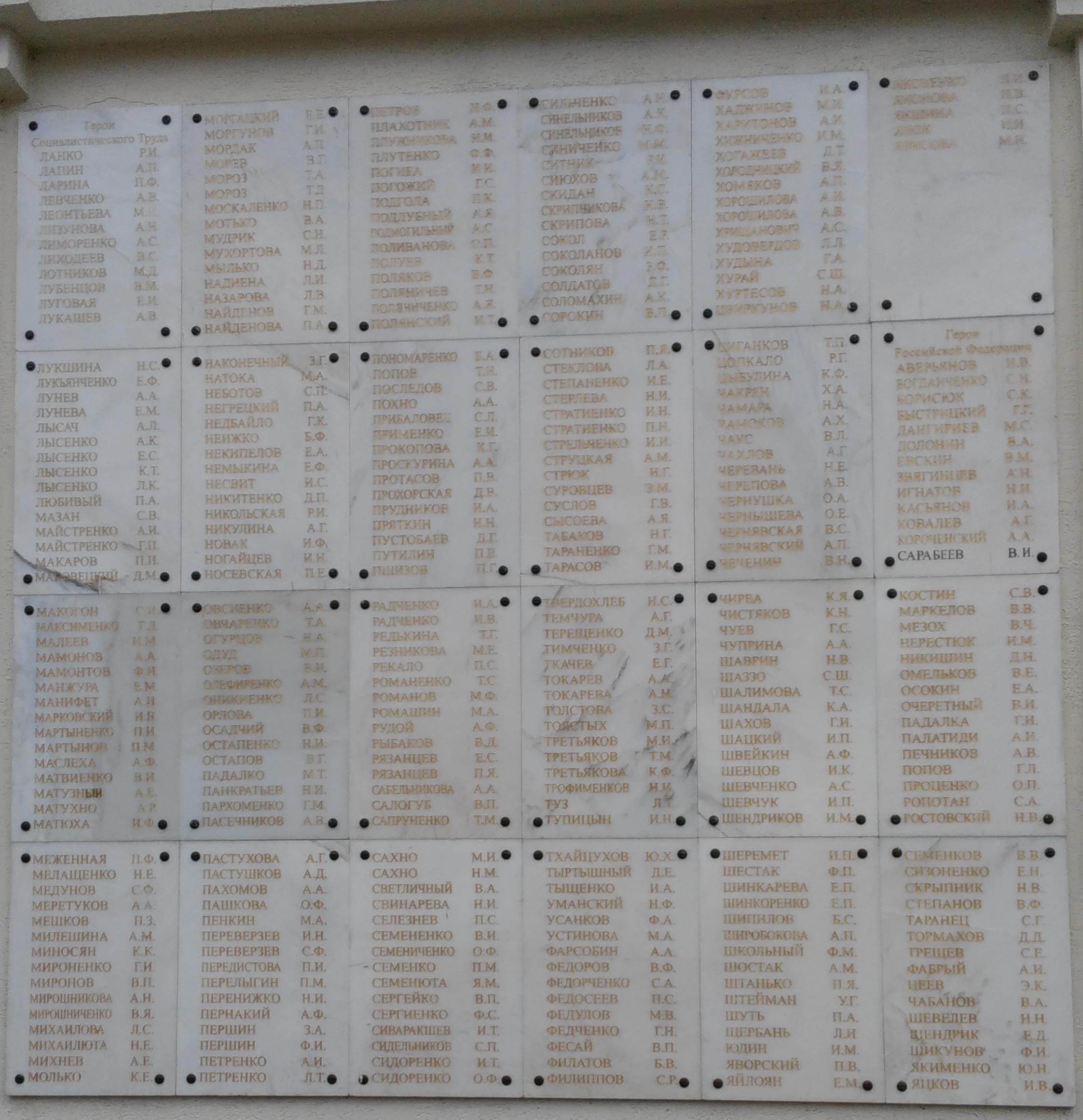
Мемориальная доска с именами Героев Социалистического Труда Кубани и Адыгеи. Краснодар 2017

Иван Акимович Тыщенко — Герой Социалистического Труда (1971), агроном, отличник сельского хозяйства СССР, лауреат Государственной премии СССР (1977), почётный агроном КазССР (1970).

## Биография
Родился 8 ноября 1925 года в РСФСР, в Краснодарском крае, в станице Каневская. Дед его, Аврам Тыщенко, был зажиточным казаком. Имел в собственности скот, просорушку, землю с ручьем. Аким Аврамович, отец Ивана Акимовича, был военным. До революции носил черкеску, папаху, газыри, шашку, наган, после революции ‒ кожанку,
картуз, наган. До Великой Отечественной войны он либо командовал военной кавалерийской школой в уезде, либо преподавал в ней. Он был женат на Анастасии Фесан, которая родила ему сына (Ивана Акимовича). Умерла она через лет через пять, предположительно при вторых родах. 

### Ратный и трудовой путь
- В 1942-1943 годах участвует в Великой Отечественной войне. Был дважды ранен (в феврале и апреле 1943 года), второй раз – тяжело с ампутацией кисти руки. После излечения он был комиссован из действующей армии в 1943 году и после полного освобождения Кубани от немецко-фашистской оккупации вернулся на родину.
- С 1947 года — член КПСС.
- В 1948 году окончил Краснодарский институт пищевой промышленности.
- В 1948-1950 гг. — заведующий отделением № 3 плодово-виноградного совхоза «Есик» в Алматинской области.
- В 1950-1954 годах — заведующий отделением, старший агроном совхоза «Капланбек» Сарыагашского района в Туркестанкской области (ныне Южно-Казахстанская область).
- С 1954 года — директор этого совхоза.

Указом Президиума Верховного Совета СССР от 26 апреля 1971 года за выдающиеся заслуги в выполнении заданий пятилетнего плана, за выдающиеся успехи, достигнутые в деле развития сельского хозяйства Тыщенко Ивану Акимовичу присвоено звание Героя Социалистического Труда с вручением ордена Ленина и золотой медали «Серп и Молот».

## Достижения
- Отличник сельского хозяйства.
- Лауреат Государственной премии СССР (1977).
- В 1976 году становится членом ЦК КП Казахстана.

## Награды
- Золотая медаль «Серп и Молот» (1971)
- Орден Ленина (1971)
- Орден Ленина
- Орден Трудового Красного Знамени
- Орден Славы III степени (15.02.1968)[2]
- Медаль «В ознаменование 100-летия со дня рождения Владимира Ильича Ленина» (6 апреля 1970)
- Медаль «За доблестный труд»
- Медаль «За победу над Германией в Великой Отечественной войне 1941—1945 гг.» (9 мая 1945[3])
- Юбилейная медаль «Двадцать лет Победы в Великой Отечественной войне 1941—1945 гг.» (7 мая 1965[4])
- и другие медали

## Память
- На могиле установлен надгробный памятник
- Его имя увековечено в Главном Храме Вооружённых сил России, и навсегда запечатлено на мемориале «Дорога памяти»